# Chorleywood
Chorleywood är en by och en civil parish i Three Rivers i Hertfordshire i England. Orten har 11 286 invånare (2011).